# Tadjidine ben Saïd Massounde
Pour les articles homonymes, voir Ben Saïd.
Tadjiddine Ben Saïd Massonde (25 décembre 1933 à Domoni - 1er mars 2004 à Paris) est un homme politique comorien.

## Biographie
Il est né à Domoni sur Anjouan et a fait ses études secondaires à Madagascar, avant d'être admis à l'école des services extérieurs du Trésor public français à Paris, d'où il sortira avec le titre d'Inspecteur du Trésor public. Il est le beau-frère du père de l'indépendance et premier président des Comores Ahmed Abdallah Abderemane.
Il a exercé les fonctions de :
- Ministre des Finances et du Commerce sous le régime d'Ali Soilih
- Premier fondé de pouvoir au Trésor Public, puis directeur des Finances sous la présidence d'Abdallah
- Trésorier payeur général en 1988 jusqu'en 1990
- Ministre des Finances et du Budget avant d'être nommer délégué à la Présidence chargé des questions financières sous Saïd Mohamed Djohar
- Premier ministre du 28 mars 1996 au 27 décembre 1996 de Mohamed Taki Abdulkarim
- Président du Haut Conseil de la République, il devient, conformément à la constitution, Président par intérim des Comores à la mort de Taki, du 6 novembre 1998 au 30 avril 1999[4].

Il meurt dans la nuit du 29 février au 1er mars 2004 à Paris.